# کوپروپورفیرینوژن III
کوپروپورفیرینوژن III (به انگلیسی: Coproporphyrinogen III) با فرمول شیمیایی C36H44N4O8 یک ترکیب شیمیایی با شناسه پاب‌کم 321 است. که جرم مولی آن ۶۶۰٫۷۵۷ گرم بر مول می‌باشد. 